# Protapirus
Protapirus — вимерлий рід тапірів, відомий з олігоцену та міоцену Північної Америки та Євразії.

## Таксономія
Типовим видом є Protapirus priscus з пізнього олігоцену Керсі, Франція. Протапіра часто вважають найдавнішим справжнім тапіром або, принаймні, тапіроїдом, який є прямим предком родини тапірових.

## Поширення й історія
Найдавнішим видом є північноамериканський P. simplex з формації Уайт-Рівер. Пізнішим північноамериканським видом є P. obliquidens. З Північної Америки рід поширився в Євразію в олігоцені, з п'ятьма видами, відомими з олігоцену та міоцену Європи, і одним видом (P. gromovae) з Казахстану.

## Опис

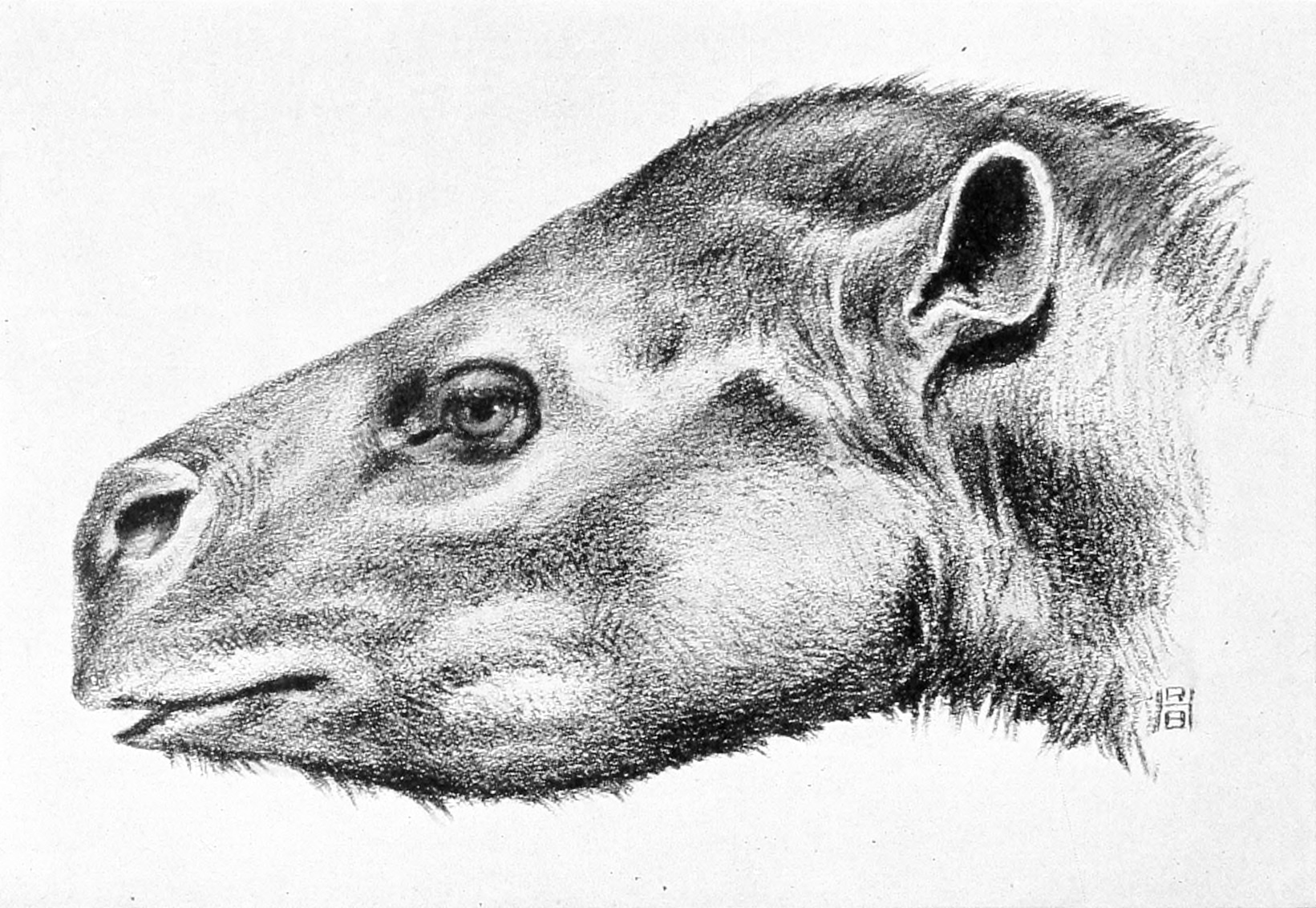
Реконструкція

Вони були такого ж розміру, як і сучасні тапіри, але мали більш примітивні риси, такі як премоляри, які мали менш моляриформну форму. У порівнянні з більш примітивними тапіроїдами, у Протапіра була втягнута область носа, що може свідчити про наявність хоботка. Однак ніс не був таким укороченим, як у сучасних тапірів, тому хоботок, ймовірно, був би менш помітним.